# Quinto Fúlvio Flaco (cônsul em 180 a.C.)
Quinto Fúlvio Flaco (em latim: Quintus Fulvius Flaccus) foi um político da gente Fúlvia da República Romana nomeado cônsul sufecto em 180 a.C. depois da morte de Caio Calpúrnio Pisão. Seu colega era Aulo Postúmio Albino Lusco. Era neto, pelo lado materno, do famoso Quinto Fúlvio Flaco, cônsul quatro vezes e conquistador de Cápua. Sérvio Fúlvio Flaco e Caio Fúlvio Flaco provavelmente eram seus filhos.

## Primeiros anos
Em 197 a.C., foi embaixador na corte do rei da Macedônia Filipe V. Em 189 a.C., foi edil plebeu e, dois anos depois, foi pretor na Sardenha romana. Em 181 a.C., foi legado na guerra na Ligúria. Neste período, candidatou-se várias vezes ao consulado, sem sucesso.

## Consulado (180 a.C.)
Conseguiu finalmente ser cônsul sufecto depois da morte de seu padrasto, Caio Calpúrnio Pisão. Na época houve muitos rumores de que a morte do cônsul se deu por envenenamento, uma obra de sua esposa, Quarta Hostília, mãe de Flaco, para ajudar o filho a ser cônsul. Recebeu a província da Ligúria e enviou 7 000 apuanos para Sâmnio.